# 埃佩康
埃佩康（法語：Épécamps，法語發音：[epekɑ̃]）是法国上法蘭西大區索姆省的一个市镇，属于亚眠区。

## 地理
埃佩康（50°6'45"N, 2°9'18"E）面积1.6 平方千米，位于法国上法蘭西大區索姆省，该省份为法国北部沿海省份，北起加来海峡省和北部省，西接滨海塞纳省和大西洋英吉利海峡，南至瓦兹省，东临埃纳省。
与埃佩康接壤的市镇（或旧市镇、城区）包括：贝尔纳维尔、多梅蒙、戈尔日、朗什-圣伊莱尔。
埃佩康的时区为UTC+01:00、UTC+02:00（夏令时）。

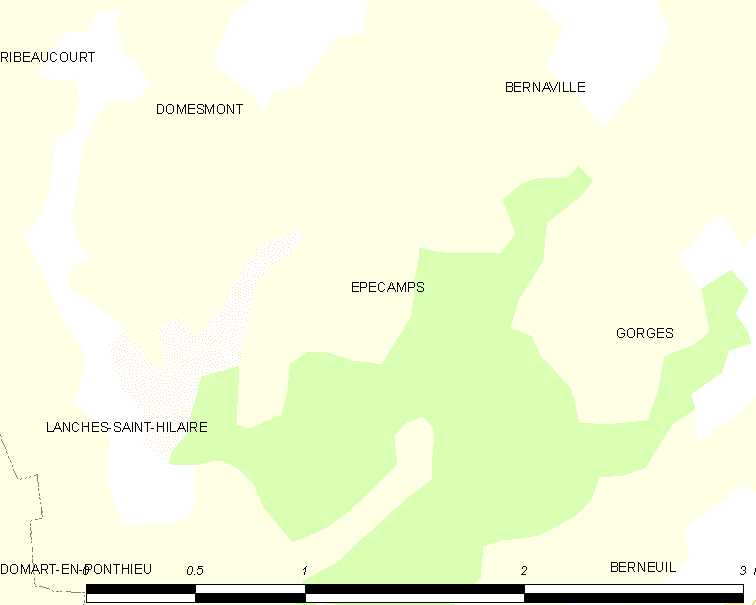
埃佩康的OSM定位图

## 行政
埃佩康的邮政编码为80370，INSEE市镇编码为80270。

## 政治
埃佩康所属的省级选区为杜朗县。

## 人口

1962-2008年间埃佩康人口变化图示

埃佩康于2022年1月1日时的人口数量为7人。